# Airkenya Express
Airkenya Aviation es una aerolínea de vuelos programados basada en el Aeropuerto Wilson, Nairobi en Kenia. Provee servicios programados en el interior de Kenia y opera vuelos chárter en la región este de África.

## Historia
Airkenya Aviation, es una empresa privada que se creó e inició operaciones en 1985 al mezclarse Air Kenya con Sunbird Aviation. Entre 2000 y 2003, Airkenya realizó vuelos internacionales programados a partir del Aeropuerto Internacional Jomo Kenyatta utilizando aviones Boeing 737, con el nombre de Regional Air.

## Servicios
Airkenya Express Limited opera los siguientes destinos (en septiembre de 2010):
Destinos regulares domésticos:
- Amboseli (Aeropuerto de Amboseli)
- Lamu (Aeropuerto Manda)
- Lewa Downs (Aeropuerto de Lewa)
- Malindi (Aeropuerto de Malindi)
- Maasai Mara (Keekorok, Kichwa, Musiara, Ngerende, Olekiombo, Serena, Shikar y Siana.)
- Meru (Aeropuerto Mulika Lodge)
- Mombasa (Aeropuerto Internacional Moi)
- Nairobi (Aeropuerto de Wilson)
- Nanyuki (Aeropuerto de Nanyuki)
- Samburu (Aeropuerto de Samburu)
- Ukunda / Diani Beach (Aeropuerto de Ukunda)

Destinos Regulares Internacionales:
- Kilimanjaro, Tanzania (Aeropuerto Internacional de Kilimanjaro)

## Flota
La flota de Airkenya Aviation consta de los siguientes aviones (julio de 2011):